# Nicolaas-perroen

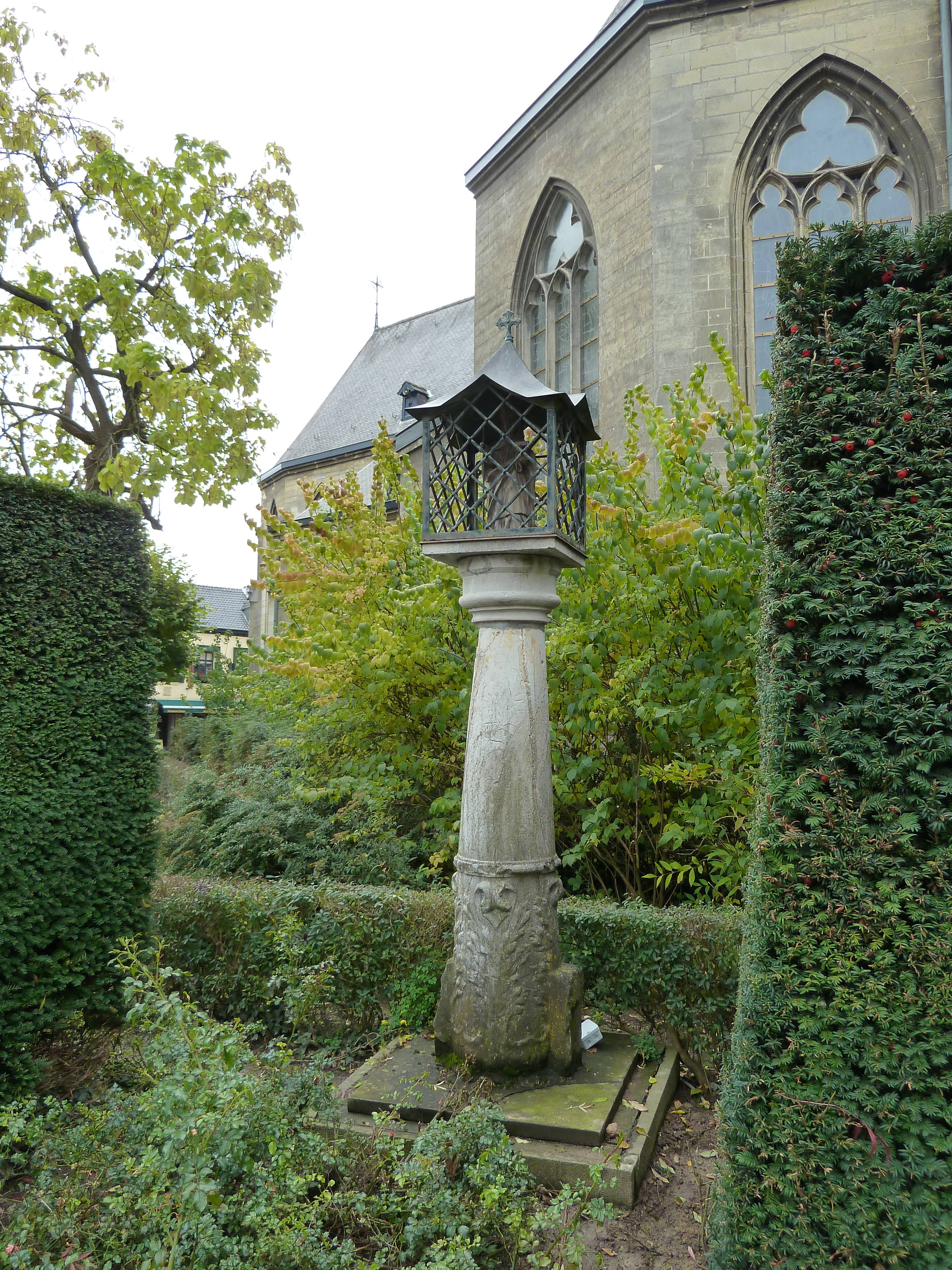
Nicolaas-perroen in 2010

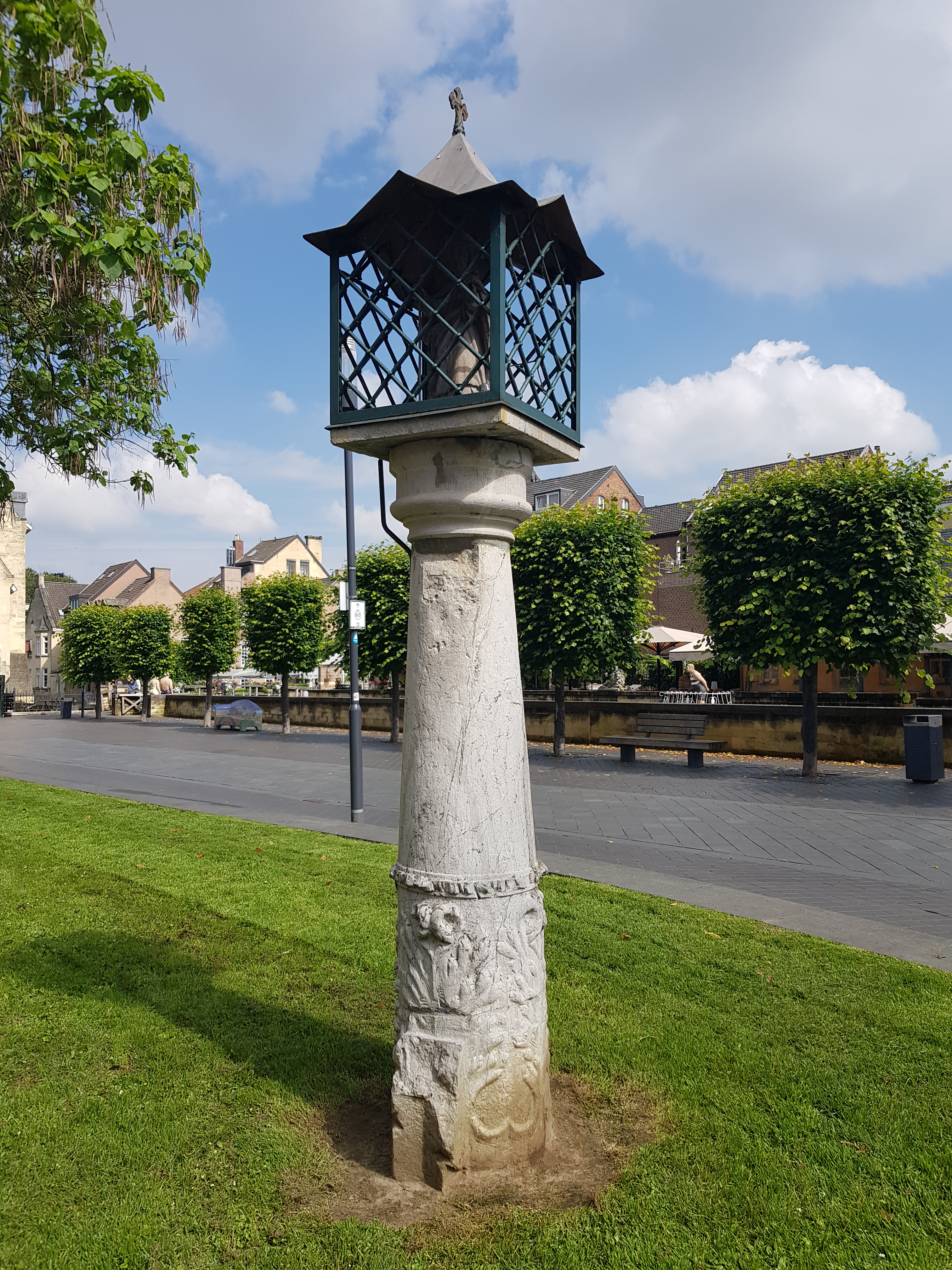
Nicolaas-perroen in 2024

De Nicolaas-perroen is een perroen in de Nederlands Zuid-Limburgse gemeente Valkenburg aan de Geul. Het kapelletje staat naast de H.H. Nicolaas en Barbarakerk in het centrum van Valkenburg, vlak bij de Geul en de Geulpoort.
De perroen is opgedragen aan Nicolaas van Myra.
Nabij de perroen bevinden zich ook het Heilig Hartbeeld, de Mariakapel en de Vredesvlam.

## Geschiedenis
In de 15e eeuw werd de perroen opgericht.
In 2011-2012 werd de perroen met werkzaamheden aan de Geulkade verplaatst van de hoek van de Pelerinstraat met de Kerkstraat naar de hoek van de Pelerinstraat met de Grotestraat Centrum.
Op 14 maart 1967 werd de perroen ingeschreven in het rijksmonumentenregister.

## Bouwwerk
De perroen is opgetrokken in Naamse steen. De perroen bestaat uit een zuil met daarop een metalen kooivormig kapelletje. In dit huisje is een beeldje aangebracht van Sint-Nicolaas die afgebeeld wordt als bisschop.